# Драммонд, Джон, 1-й граф Мелфорт
Джон Драммонд, 1-й граф Мелфорт, титулованный герцог Мелфорт в пэрстве якобитов (англ. John Drummond, 1st Earl of Melfort; 8 августа 1649 — 25 января 1715) — шотландский дворянин, политик и близкий советник короля Якова II Стюарта. Новообращенный католик, Мелфорт и его брат, граф Перт, постоянно призывали Якова не идти на компромисс со своими противниками, способствуя его растущей изоляции и окончательному низложению во время Славной революции 1688 года .
В изгнании граф Мелфорт стал первым государственным секретарем-якобитом, но его непопулярность среди других якобитов привела к его отставке в 1694 году. Он служил папским послом Якова в Риме, но не смог восстановить свое прежнее влияние и отошел от активной политики. Он умер в Париже 25 января 1715 года.

## Биография

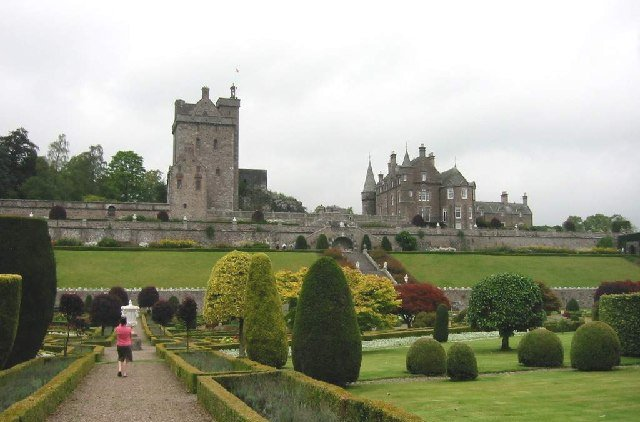
Замок Драммонд и сады

Джон Драммонд, впоследствии граф Мелфорт, родился в 1649 году, вероятно, в Стобхолле в Пертшире, поскольку семейный дом Драммонд-Касл был тогда занят армией Нового образца. Второй сын Джеймса Драммонда, 3-го графа Перта (ок. 1615—1675) и леди Энн Гордон (ок. 1621—1656), его старший брат Джеймс Драммонд, 4-й граф Перт (1648—1716), был близким политическим союзником.
В сентябре 1670 года Мелфорт женился на Софии Мейтленд, наследнице поместья Лундин в Файфе, дочери Роберта Мейтленда (1623—1658) и племяннице Джона Мейтленда, 1-го герцога Лодердейла. У супругов было шестеро детей до её смерти в 1680 году. После его ссылки его титулы и имущество были конфискованы в 1695 году, за исключением поместий Софии, которые были переданы их оставшимся в живых детям в декабре 1688 года. После этого они мало общались со своим отцом и использовали фамилию «Лундин».
После смерти Софии в 1680 году Джон Драммонд женился на Ефимии Уоллес (ок. 1654—1743), дочери сэра Томаса Уоллеса. У супругов родилось ещё семеро детей, выросших во Франции. Джон Драммонд, 2-й граф Мелфорт, принимал участие в восстании якобитов в 1715 году, в то время как его внуки, Джон и Луи Драммонд, сражались при Каллодене в 1746 году в королевском полку Экоссе и закончили свою карьеру в качестве старших французских офицеров.

## Карьера

### Шотландский политик (1670—1688)

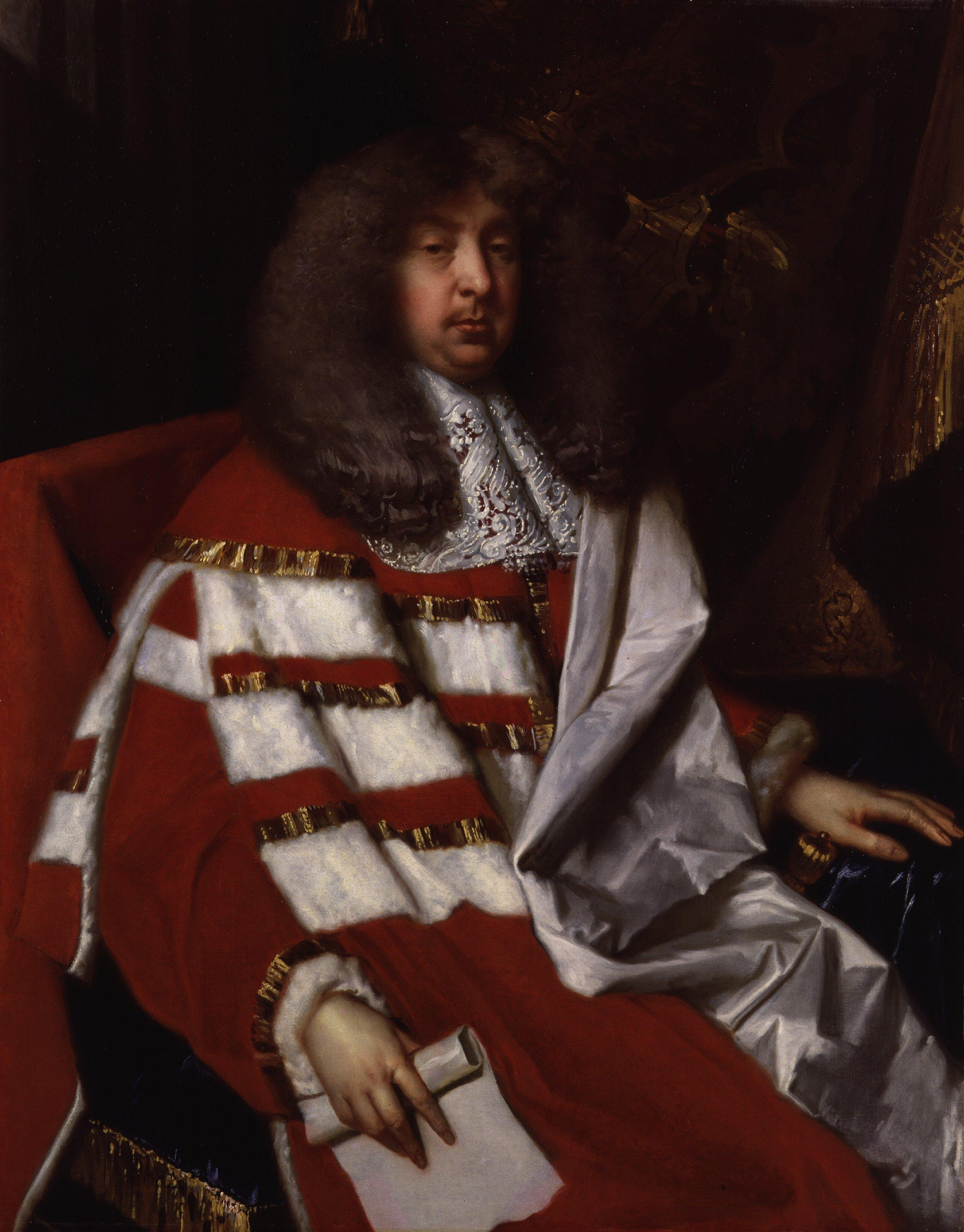
Джон Мейтленд, 1-й герцог Лодердейл; женитьба Джона Драммонда на его племяннице помогла его политической карьере

Джон Мейтленд, 1-й герцог Лодердейл, был представителем короны в Шотландии, и брак с его племянницей принес Джону Драммонду земли и должности; в сентябре 1673 года он получил звание капитана пехотной гвардии. В 1679 году он был назначен заместителем губернатора Эдинбургского замка, затем генерал-лейтенантом и начальником артиллерии в 1680 году .
У Карла II было множество внебрачных детей, но не было законных, поэтому наследником престола считался его младший брат, Джеймс Стюарт, герцог Йоркский. Его обращение в католичество и предполагаемая угроза, исходящая от политики короля Франции Людовика XIV, привели к антикатолическому папскому заговору и кризису отчуждения 1679—1681 годов. Это раскололо английский политический класс на тех, кто хотел «исключить» Джеймса с престола, или вигов, и их противников, или тори. У него была большая поддержка в Шотландии, но герцог Лодердейл ушел в отставку в 1680 году после голосования за казнь виконта Стаффорда, одного из тех, кого ложно осудил папский заговор.
В 1681 году Джеймс стал лордом-верховным комиссаром парламента Шотландии и создал шотландскую базу поддержки, включая Драммондов, Куинсберри и Гамильтонов. С их помощью парламент Шотландии принял Закон об испытаниях 1681 года. Это требовало от правительственных чиновников присяги безоговорочной лояльности монарху, «независимо от религии»; но с решающим условием они также «обещают поддерживать истинную протестантскую религию». Мелфорт был назначен заместителем казначея Шотландии в 1682 году, а затем совместным государственным секретарем Шотландии в 1684 году, а его брат стал лордом-канцлером.
Войны трех королевств 1638—1651 годов означали, что многие опасались последствий обхода Джеймса, и он стал королем, получив широкую поддержку во всех трех королевствах, Англии, Шотландии и Ирландии. В Англии и Шотландии это предполагало, что он не сделал ничего, чтобы ослабить протестантскую церковь Англии и церковь Шотландии, и это была краткосрочная проблема, а не прелюдия к католической династии. В 1685 году Джеймсу было 52 года, его второй брак оказался бездетным через 14 лет, а наследниками стали его дочери-протестантки Мария и Анна . В годы, предшествовавшие июньскому кризису 1688 года, им все чаще приходилось сталкиваться, и граф Мелфорт несет большую часть ответственности.
Братья фактически правили Шотландией, но после 1684 года большую часть времени они проводили в Лондоне, что отключило их от политических событий там. В результате Джеймс часто проводил политику в Шотландии, основанную либо на устаревшей, либо на неверной информации, наиболее важно то, что принятие его личных убеждений не распространялось на католицизм в целом. Его меры «толерантности» были плохо рассчитаны, особенно когда в октябре 1685 года Эдикт Фонтенбло отменил их для французских гугенотов, что усилило опасения, что протестантской Европе угрожает католическая контрреформация под руководством Франции.

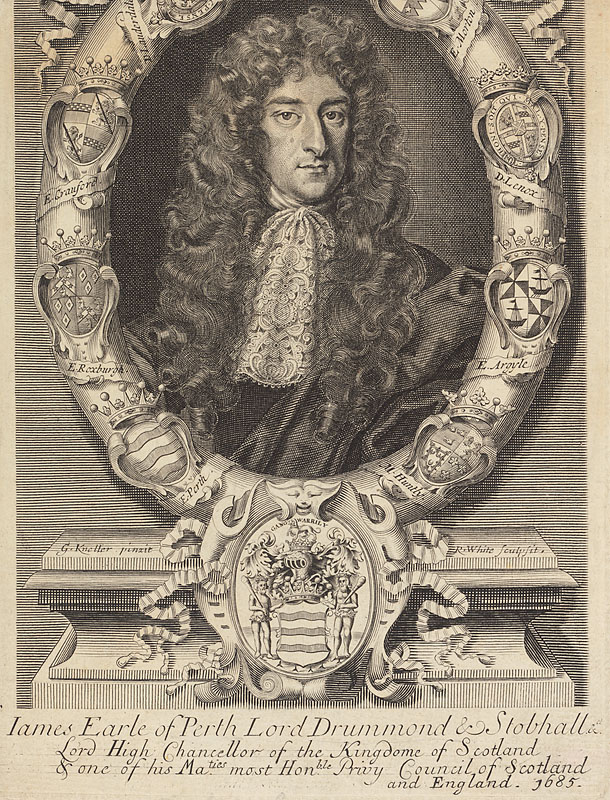
Джеймс Драммонд, граф Перт, его старший брат и политический союзник, был арестован в 1688 году, а затем отправлен в ссылку в 1694 году

Переход в католицизм в 1685 году означал, что Драммонды ещё больше изолировали себя, поддерживая политику, которая подорвала поддержку Джеймса; это беспокоило даже умеренных католиков. Религиозный раскол 17 века означал, что многие шотландцы считали уступки потенциально дестабилизирующими, что привело к быстрому краху восстаний Аргайлла и Монмута 1685 года. В 1686 году парламент Шотландии был приостановлен, а Куинсберри был вынужден покинуть свой пост после отказа поддержать «терпимость» к католикам и пресвитерианским диссидентам.
В 1686 году Джон Драммонд был назначен графом Мелфортом и назначен членом Тайного совета Англии, что вызвало глубокое негодование английских тори; это также означало, что ближайший советник Джеймса был изолирован от политического класса Шотландии и Англии. Он также был движущей силой Ордена Чертополоха, органа, призванного вознаградить шотландских сторонников Джеймса, среди которых были католики, такие как Мелфорт, его старший брат, граф Перт, граф Дамбартон, а также протестанты, такие как граф Арран .

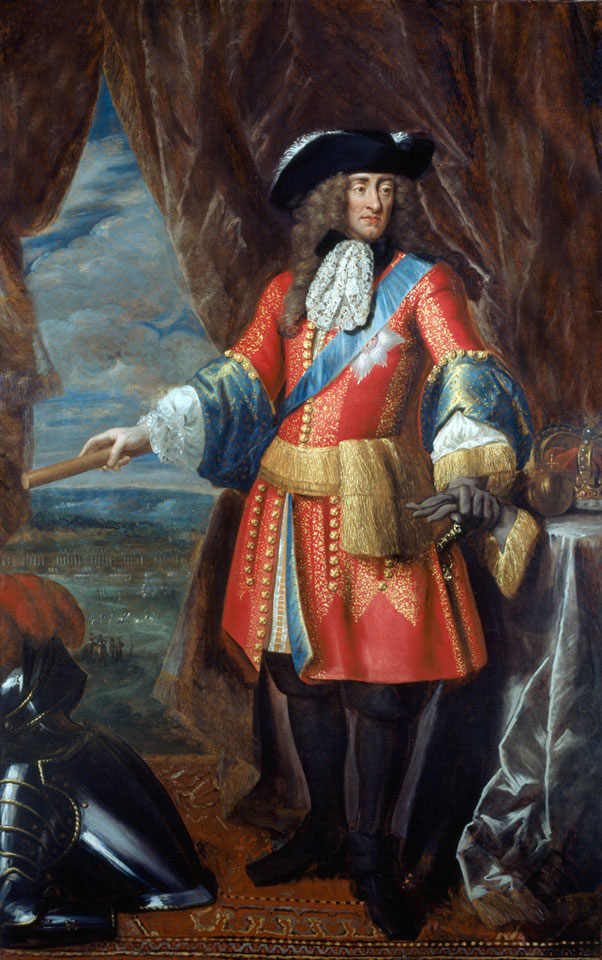
Джеймс, герцог Йоркский, около 1685 года, как командующий королевской армией; его расширение армии рассматривалось как ещё один признак абсолютистской политики

Два июньских события 1688 года превратили оппозицию в открытое восстание; рождение Джеймса Фрэнсиса Эдварда 10-го числа создало католического наследника, за исключением протестантской дочери Джеймса Марии и её мужа, штатгальттера Голландии Вильгельма Оранского. Преследуя семь епископов за подстрекательскую клевету, Джеймс, похоже, вышел за рамки терпимости к католицизму и начал нападение на англиканскую церковь; их оправдание 30 июня подорвало его политический авторитет как в Шотландии, так и в Англии.
В 1685 году многие опасались гражданской войны, если Джеймса обойдут стороной; к 1688 году из-за антикатолических беспорядков стало казаться, что только его устранение может предотвратить это. Представители всего политического класса пригласили Вильгельма Оранского занять английский трон, и 5 ноября он приземлился в Бриксхэме. В ответ Мелфорт призвал к массовому аресту влиятельных вигов, но армия Джеймса покинула его, и 23 декабря он отправился в изгнание.

## Изгнание якобитов (1688—1714)
Те, кто остался верен Джеймсу, стали известны как «якобиты», в честь латинского Jacobus, а политическая идеология, стоящая за этим, — как якобитизм. Граф Мелфорт покинул Лондон 3 декабря 1688 года со своей женой Ефимией и семью детьми от второго брака; несколько дней спустя он прибыл в Сен-Жермен-ан-Ле за пределами Парижа, где находилось правительство изгнанников в течение следующих 25 лет. Английский парламент предложил Вильгельму Оранскому и Марии королевский трон Англии в феврале, а в Шотландии прошли выборы на съезд сословий, чтобы решить судьбу шотландского престола .
Франция участвовала в Девятилетней войне 1688—1697 годов против Великого союза, Австрии, Голландской Республики и Англии. Чтобы ослабить своих противников, Людовик оказал Джеймсу военную поддержку, чтобы вернуть свои королевства, и в марте 1689 года он высадился в Ирландии с графом Мелфортом в качестве государственного секретаря. Шотландский конвент собирался в Эдинбурге, и когда он открылся 16 марта, было зачитано письмо, составленное Мелфортом, с требованием повиновения и угрозой наказания за несоблюдение.

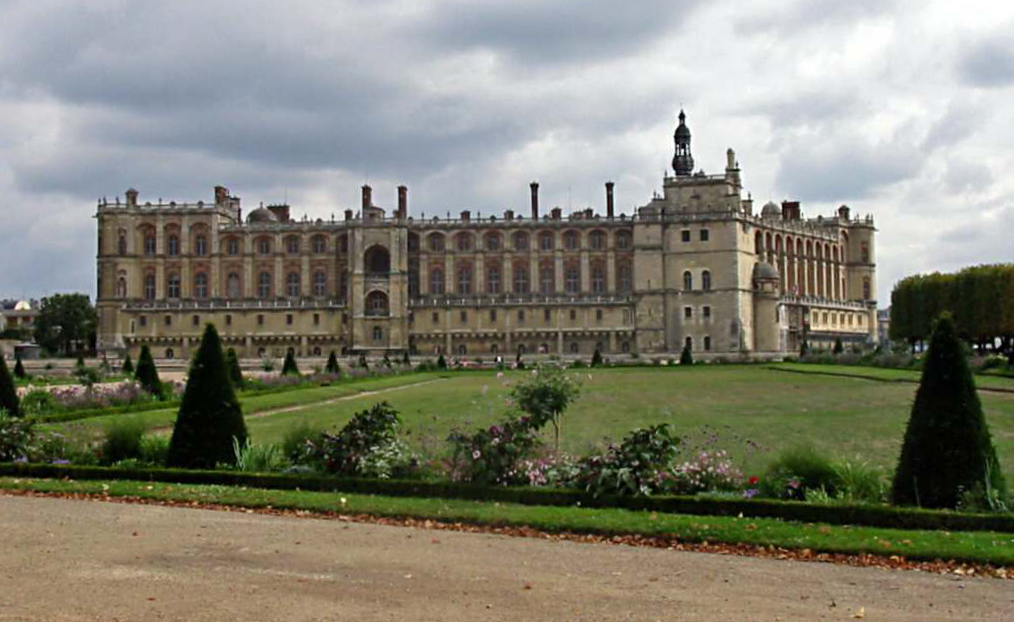
Сен-Жерменский дворец, местонахождение якобитского правительства в изгнании

Хотя убежденные якобиты составляли крошечное меньшинство, многие шотландцы без энтузиазма относились к альтернативам; письмо вызвало общественный гнев и продемонстрировало, что Джеймс ничего не узнал из событий, приведших к его низложению. Тон отражал внутренний якобитский спор между протестантскими «Компаундерами», которые считали уступки необходимыми для возвращения трона, и в основном католическими «Не-компаундерами», такими как Мелфорт, которые убеждали его отказаться от любых. Основываясь на чрезмерно оптимистичном прочтении военной ситуации в 1689 году, доминирование Мелфорта и не входящих в его состав сторонников над якобитской политикой сохранялось до 1694 года.
Мелфорт последовательно отдавал предпочтение Англии и Шотландии перед Ирландией, что привело к столкновениям с лидером ирландских якобитов графом Тирконнеллом и французским послом графом д’Аво. Он был отозван в октябре 1689 года и отправлен в Рим в качестве посла Джеймса, но не смог убедить ни папу Александра VIII, ни папу Иннокентия XII поддержать Джеймса и вернулся в Сен-Жермен в 1691 году. За поражениями якобитов в Шотландии в 1690 году и Ирландии в 1691 году последовал крах планов вторжения в Англию после англо-голландской морской победы при Ла-Хоге в июне 1692 года.

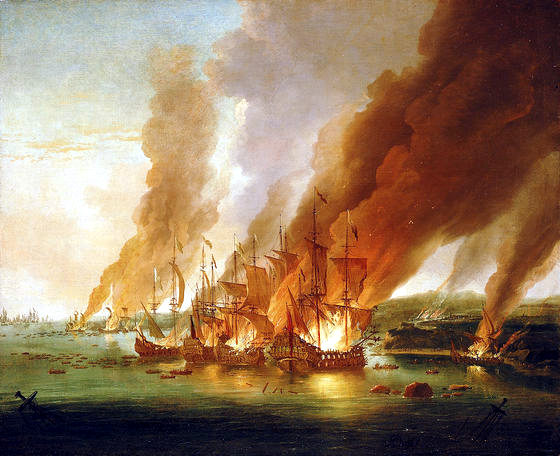
Поражение в битве при Ла-Хог в июне 1692 года положило конец планам вторжения в Англию

В апреле 1692 года Джеймс опубликовал заявление, составленное Мелфортом, в котором ясно давал понять, что после восстановления он не простит тех, кто не проявил своей лояльности. Поощрение Мелфортом непримиримости Джеймса лишило его поддержки французских и английских якобитов. Протестантский граф Чарльз Миддлтон был более умеренным и присоединился ко двору в Сен-Жермене в 1693 году в качестве совместного секретаря, но граф Мелфорт был вынужден уйти в отставку в июне 1694 года.

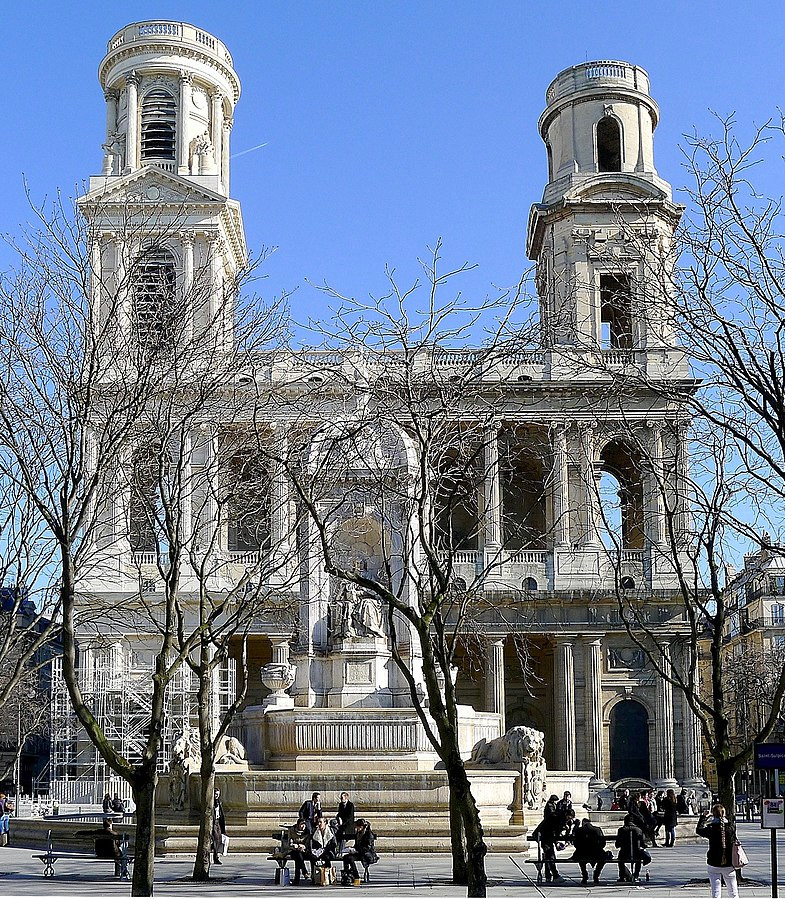
Джон Драммонд, 1-й герцог Мелфорт, был похоронен в церкви Сан-Сюльпис в Париже

Мелфорт удалился в Орлеан, а затем в Руан. Ему было разрешено вернуться в Сен-Жермен в 1697 году, но его политическая карьера фактически закончилась, что было подтверждено в 1701 году, когда письмо, написанное его брату, было ошибочно направлено в Лондон, что привело к обвинениям в предательстве. После смерти Джеймса в 1701 году Мелфорт жил в Париже. Он умер в январе 1714 года и был похоронен в церкви Сен-Сюльпис, Париж.
В целом, история не была добра к Мелфорту, его влияние рассматривалось как в значительной степени негативное и описывалось одним историком как «основанное на лести, официозности и раболепии» по отношению к «возвышенной концепции прерогатив Джеймса».
Суждения Мелфорта в искусстве считались более проницательными, чем его политическое чутье. Он создал две важные коллекции; первая включала работы Ван Дейка, Рубенса, Бассано и Гольбейна, но была оставлена в 1688 году. Он построил ещё один в Париже, который был открыт для публики, но позже продан Ефимией, дожившей до 90 лет .

## Потомки

### Дети от первого брака
- Леди Мэри Драммонд (? — 4 октября 1754), 1-й муж с 1700 года Гедеон Скотт (1678—1707), 2-й муж — сэр Джеймс Шарп, 2-й баронет
- Джон Драммонд, бездетен
- Джеймс Драммонд, бездетен
- Леди Энн Драммонд (3 марта 1671 — апрель 1738), муж — сэр Джон Хьюстоун, 2-й баронет (? — 1717)
- Леди Элизабет Драммонд (род. 27 июля 1672), Муж — Уильям Драммонд, 2-й виконт Страталлан (1670—1702)
- Роберт Драммонд из Лундина (8 декабря 1675—1716), женат на Энн Инглис.

### Дети от второго брака
- Мэри Драммонд (? — 1713), муж — Хосе де Розас и Мелендес де Ла Куэстра, 2-й граф дель Кастель-Бланко (1665—1722)
- Фрэнсис Драммонд (? — 1726), муж — Хосе де Розас и Мелендес де Ла Куэстра, 2-й граф дель Кастель-Бланко (1665—1722)
- Томас Драммонд (? — 1715)
- Уильям Драммонд (? — 1742)
- Филипп Драммонд, 2-й граф Мелфорт (? — 10 апреля 1713)
- Генерал-лейтенант Эндрю Драммонд, граф де Мелфорт
- Джон Драммонд, 2-й граф Мелфорт (26 ма 1682 — 29 января 1754).